# Johann Gottlob Harrer
(Johann) Gottlob Harrer (Görlitz, 8 mei 1703 - Leipzig, 9 juli 1755) Duitse componist en Thomascantor.

## Leven
Harrer studeerde muziek in Leipzig en in Italië. Vanaf 1731 werkte hij in het orkest van graaf  Heinrich von Brühl. Vandaar volgde hij na de dood van Johann Sebastian Bach in 1750 deze op als Thomascantor aan de Thomasschule en de Thomaskirche (Leipzig). Dit ambt bekleedde hij tot zijn dood.

## Werken
Harrer componeerde overwegend instrumentale muziek, onder andere 27 symfonieën, 24 concertsuites, 51 duetten voor fluit  en sonates voor klavecimbel. Daarnaast zijn er van Harrer twee missen met orkest en een a capellamis, 47 cantates, oratoria, passies, psalmen en  motetten bewaard gebleven.
- Bibliothèque nationale de France: cb15083398m (data)
- Gemeinsame Normdatei: 132293412
- International Standard Name Identifier: 0000 0000 7992 0280
- Library of Congress Control Number: no2006105641
- MusicBrainz: d288c734-6443-40fd-a9c8-6a88ae42c717
- Nationale Bibliotheek van Israël: 987007412856105171
- Nationale Bibliotheek van Polen: a0000002890854
- Nederlandse Thesaurus van Auteursnamen: 310386500
- LIBRIS: 277741
- SNAC: w6df6x3t
- Virtual International Authority File: 40532695
- WorldCat: E39PBJfrH73bBy3BFPyD9WJCcP